# Фонте (Бреша)
Фонте је насеље у Италији у округу Бреша, региону Ломбардија.
Према процени из 2011. у насељу је живело 46 становника. Насеље се налази на надморској висини од 214 м.